# Parafia Matki Bożej Różańcowej w Bielisze
Parafia Matki Bożej Różańcowej w Bielisze – jedna z 12 parafii rzymskokatolickich dekanatu Radom-Zachód diecezji radomskiej.

## Historia
Historia tej parafii i kościoła wiąże się z osobą ks. Stanisława Nowocienia 1899−1955. Po przeżyciach trudnych lat II wojny światowej w 1947 zrzekł się probostwa w parafii Sarnówek. Sześć lat później ze względu na stan zdrowia otrzymał pozwolenie na zamieszkanie w Bielisze. Tam też zakupił teren ze starymi budynkami w celu wybudowania własnym kosztem kościoła. Sprowadził do Bielichy z Kozienic siostry ze Zgromadzenia Sióstr Franciszkanek od Cierpiących. Po śmierci ks. Nowocienia posesję przejęły siostry. Z początku dojeżdżały do kościoła pw. Św. Jana Chrzciciela w Radomiu, następnie urządziły kapliczkę domową, gdzie przyjeżdżał  celebrować Msze Święte ks. Stanisław Grębowiec z parafii św. Jana w Radomiu. W nabożeństwach zaczęli uczestniczyć okoliczni mieszkańcy. Bp Piotr Gołębiowski skierował 1 września 1978 do Bielichy ks. Bogdana Szczepanika, wikariusza parafii farnej w Radomiu. Radomska parafia św. Jana w Radomiu i parafia w Cerekwi odkupiły od sióstr budynek z kaplicą i posesję. Nową kaplicę na starych podpiwniczeniach, wzniesiono w 1979. W roku następnym  dobudowano drugą część kaplicy, jak też otynkowano całość budynku. Bp Edward Materski erygował parafię w Bielisze 1 maja 1981. Ks. Szczepanik podjął też starania o budowę nowego kościoła, który powstał w latach 1989−1996 według projektu architekta Tadeusza Derlatki. Nową świątynię konsekrował 7 października 1997 bp Edward Materski.

## Proboszczowie
- 1978 − 2012 − ks. kan. Bogdan Szczepanik
- 2012 − 2018 – ks. kan. Ryszard Szczęśniak
- 2018 – 2024 – ks. kan. Jan Chodelski
- 2024 – nadal - ks. Paweł Wołczyński

## Terytorium
- Do parafii należą: Bielicha, Wacyn – ul. Biała, Bursztynowa, Cicha, Diamentowa, Jaśminowa, Kamienna, Koralowa, Księżycowa, Lazurowa, Marmurowa, Nowa, Ogrodowa, Perłowa, Platynowa, Przytycka, Rubinowa, Spacerowa, Spokojna, Srebrna, Szafirowa, Szkolna, Traktorzystów, Turkusowa, Wapienna, Zielona, Złota, Milejowice – ul. Aleja Kasztanowa, Brzozowa, Cicha, Dębowa, Lipowa, Miła, Pogodna, Północna, Radomska, Słoneczna, Świerkowa, Urocza, Zielona, Radom – ul. Traktorzystów, Uniwersytecka[1].